# Megapodagrion
Megapodagrion is een geslacht van libellen (Odonata) uit de familie van de Megapodagrionidae (Vlakvleugeljuffers).

## Soorten
Megapodagrion omvat 1 soort:
- Megapodagrion megalopus (Selys, 1862)